# Elegy (filme)
Elegy (prt: Elegia; bra: Fatal) é um filme de drama romântico estadunidense de 2008 dirigido por Isabel Coixet. Seu roteiro de Nicholas Meyer é uma adaptação cinematográfica  do romance de 2001 The Dying Animal, de Philip Roth. O filme é estrelado por Penélope Cruz, Ben Kingsley e Dennis Hopper, e conta com Patricia Clarkson e Peter Sarsgaard em papéis coadjuvantes. O filme foi ambientado na cidade de Nova York, mas foi rodado em Vancouver .

## Sinopse
Em Manhattan, o escritor de meia-idade, crítico de arte, professor e aspirante pianista e fotógrafo David Kepesh questiona que sua idade não afeta seu desejo sexual. Apesar de seu conhecimento cultural, o intelectual David é um homem que envelheceu, mas nunca cresceu, e ele é incapaz de durar um relacionamento, incluindo um com seu filho oncologista, Kenneth Kepesh. As exceções são seu velho amigo poeta e confiante, George O'Hearn, e a empresária independente Carolyn, com quem ele tem um caso há mais de vinte anos. Quando ele conhece a elegante, educada e linda estudante cubana Consuela Castillo em sua aula de literatura, ele sente uma grande atração sexual por ela e a seduz no final do período. Eles têm um caso amoroso há um ano e meio, mas David é sempre inseguro, sendo pelo menos trinta anos mais velho que a estudante. Quando Consuela obriga David a ir à sua festa de formatura e conhecer sua família e amigos, ele toma uma decisão que afeta seu relacionamento de forma permanente.

## Elenco
- Penélope Cruz como Consuela Castillo
- Ben Kingsley como David Kepesh
- Dennis Hopper como George O'Hearn
- Patricia Clarkson como Caroline
- Peter Sarsgaard como Kenneth Kepesh
- Deborah Harry como Amy O'Hearn
- Charlie Rose como ele mesmo
- Antonio Cupo como homem mais jovem
- Michelle Harrison como 2ª Aluna
- Sonja Bennett como Beth
- Chelah Horsdal como Susan Reese

## Recepção crítica
Elegy recebeu críticas geralmente favoráveis da maioria dos críticos. Atualmente, detém uma avaliação de 75% de "Fresh" no Rotten Tomatoes com base em 118 avaliações, com uma classificação média de 6,7/10. O filme também tem uma classificação de 66/100 baseada em trinta e duas críticas no Metacritic, indicando críticas "geralmente favoráveis".
Dez principais listas
O filme apareceu nas dez listas dos melhores filmes de 2008 de vários críticos.
- 3rd - Kimberly Jones, The Austin Chronicle
- 4th - Mike Russell, The Oregonian
- 5th - Marjorie Baumgarten, The Austin Chronicle
- 6th - Andrea Gronvall, Chicago Reader